# Markus Manig
Max Rudolf Markus Manig (* 29. April 1981 in Altenburg) ist ein deutscher Schauspieler, Synchronsprecher und Synchronschauspieler.

## Leben
Markus Manig sammelte bereits im Jugendalter Bühnenerfahrung am Theater Altenburg-Gera. Er leitete mehrere Kinder- und Jugendtheatergruppen der Jugendkunstschule Altenburger Land. Seine Inszenierung „Judensau“ nach dem Roman Stern ohne Himmel von Leonie Ossowski wurde 2005 im Rahmen des Projektes „1945: Abfahrt Nationalsozialismus - 2005: Ankunft Rechtsradikalismus?“ für den Bürgerpreis des Thüringer Ministerpräsidenten für demokratisches Engagement und Zivilcourage vorgeschlagen.
Nachdem Markus Manig zunächst vier Semester Theaterwissenschaft und Kulturwissenschaften an der Universität Leipzig (2003–2005) studiert hatte, absolvierte er seine Schauspielausbildung an der Theaterakademie Vorpommern auf Usedom (2005–2009).
Während dieser Zeit spielte er an der Vorpommerschen Landesbühne und arbeitete unter anderem mit den Regisseuren Swentja Krumscheidt (Motortown) und Jürgen Kern (u. a.  Don Juan und Der Hauptmann von Köpenick) zusammen. In seinem anschließenden Engagement am Nordharzer Städtebundtheater (2009–2012) stand er für Inszenierungen z. B. von Peter Lüder (Nathan der Weise), Klaus Seiffert (Der kleine Horrorladen), Marc Pommerening (Drei Schwestern), Jonathan Failla (End Days) und Paul Burian (Die Räuber) auf der Bühne.
Der Kurzfilm „Die letzte Stadt“ wurde beim 48-hours-film-project 2012, mit ihm in den Rollen des Beamten und Arztes, zum besten Film ausgezeichnet.
2013 bis 2015 spielte er an der Seite von Herbert Köfer, Ingeborg Krabbe und Dorit Gäbler in der Inszenierung „Rentner haben niemals Zeit“.
Mit dem Hörbuch „Es keimt schon ein künftiges Dasein in mir – das Leben des Dichters Novalis“ begann er 2012, in der Rolle des Novalis, seine Arbeit als Sprecher zu intensivieren. Bis heute ist er in vielen Bereichen als Sprecher tätig.
Im Februar 2021 war Manig Teil der Initiative #ActOut im SZ-Magazin, zusammen mit 184 anderen lesbischen, schwulen, bisexuellen, queeren, nichtbinären und transgender Personen aus dem Bereich der darstellenden Künste.

## Filmografie
- 2019: Aktenzeichen XY „Mord an Norbert Ottinger“. ZDF
- 2015: 1+1=3 (Kurzfilm)
- 2013: Elementarschaden (Kurzfilm)
- 2012: Die letzte Stadt (Kurzfilm für das 48 Hour Film Project)[3]
- 2012: Angst (Kurzfilm)
- 2010: Geschichte Mitteldeutschland – Adelheid von Burgund. MDR
- 2008: Entschuldigung (Kurzfilm)
- 2022: SOKO Wismar – Hemingways Bauch

## Sprecher
Werbesprecher (Auswahl)
- seit 2013 Markenstimme für Penny
- seit 2015 Markenstimme für Magnum
- 2017–2019 Markenstimme für Möbel Hardeck
- 2017–2019 Markenstimme für Wasa
- 2014–2015 Markenstimme für Iglo

Stationvoice
- seit 2022 Antenne Thüringen

TV
- seit 2022 Sprecher der Sendung Maischberger Das Erste
- 2022 Sprecher der Sendung Date My Mom TLC
- 2018 Sprecher der Sendung Endlich Feierabend Sat1
- 2016 Sprecher der Sendung Superhändler RTL II
- 2015–2016 Sprecher der Sendung KLUB auf RTL II

Synchron
- 2013: Michael Kohlhaas. D/Fr. Kino, Rolle: Jérémie (Paul Bartel)

Voice Over
- 2019: Fish my City. (Hauptrolle in 6 heiliger Staffel). National Geographic
- 2018: Marathon Man. (Hauptrolle in 6 heiliger Staffel). National Geographic
- 2016: Hollywood and Football. (Staffel-HR). E! Entertainment
- 2015: Redrum III. Discovery Channel
- 2014: Four Horseman. YouTube
- 2013: Strippers. National Geographic
- 2013: Megabauwerke – Italiens Superautobahn. National Geographic
- 2013: Die Krokodiljäger. Discovery Channel
- 2013: Horror Trips – Wenn Reisen zum Alptraum werden. Discovery Channel
- 2013: Auf der Spur der Killerhaie. Discovery Channel

Hörbuch
- 2019: Waringam-Saga 5, Rolle: Lyn, Audio, 12 CD, 909 Min, ISBN 978-3-7857-5139-8.
- 2017: Tulifäntchen, Rolle: Tulifäntchen, Audio, 1 CD, 70 Min., ISBN 978-3-9811291-7-5.
- 2017: Wenn du dich traust, Rolle: Jay, Audio, 4 CD, ISBN 978-3-95639-194-1.
- 2014: Eine Liebe über dem Meer, Rolle: Paul, Audio, 5 CD, 375 Min., ISBN 978-3-86804-811-7.
- 2012: Es keimt schon ein künftiges Dasein in mir – Das Leben des Dichters Novalis, Rolle: Novalis, Audio, 1 CD, 62 Min., ISBN 978-3-9811291-6-8.

Lesungen
- 2011: Der dicke Hund. Der krumme Löffel. Manfred Bofinger
- 2011: Die Kameliendame. Alexandre Dumas
- 2011: Texte: Wuppertal z. B.
- 2010: Kaspar Hauser – oder die Trägheit des Wassers. Jacob Wassermann

## Theater
Comödie Dresden 2013
- Rentner haben niemals Zeit. Rollen: Herr Voss, Bondgirl 17, Locke Junior, Marc Schuster; Regie: D. Paetzholdt (Tournee 2013–2015)

Nordharzer Städtebundtheater 2009–2012 (Auswahl)
- Harz-Saga. Rollen: Bürgermeister, Albärt, Bischof, Hexe, Barbarossa, Teufel; Regie: R. Koukal
- Charleys Tante. Rolle: Jack Chesney; Regie: R. Vogtenhuber
- Drei Schwestern. Rolle: Nikolai Lwowitsch Tusenbach; Regie: M. Pommerening
- Kabale und Liebe. Rolle: Wurm; Regie: H. Hametner
- Im weißen Rößl. Rolle: Dr. Otto Siedler; Regie: R. Vogtenhuber
- End Days. Rolle: Jesus; Regie: J. Failla
- Die Räuber. Rolle: Karl Moor; Regie: P. Burian
- Der kleine Horrorladen. Rolle: Seymour; Regie: K. Seiffert
- Faust Episode II. Rolle: Faust; Regie: R. Vogtenhuber
- Arsen und Spitzenhäubchen. Rolle: Mortimer Brewster; Regie: O. Wildgruber
- Nathan der Weise. Rolle: Tempelherr; Regie: P. Lüder

Vorpommersche Landesbühne 2005–2009 (Auswahl)
- Don Juan. Rolle: Pierrot, Don Carlos, Herr Dimache; Regie: J. Kern
- Motortown. Rolle: Danny; Regie: S. Krumscheidt
- Der Hauptmann von Köpenick. Rollen: Bürgermeister Obermüller, Oberwachtmeister, Bulke; Regie: J. Kern
- Schweyk im Zweiten Weltkrieg. Rolle: SS-Mann Müller 2; Regie: J. Kern
- Vineta-Festspiele: Die Findling. Rolle: Findling Pablo; Regie: W. Bordel

Theater Altenburg-Gera
- Romeo und Julia. Rolle: Balthasar, Regie: L. Blochberger
- Professor Unrat. Rolle: Hans Hübenett, Regie: F. L. Mondanellie

## Auszeichnungen
- 2012: 48-hours-film-project – Bester Film und Publikumspreis für „Die letzte Stadt“
- 2010: Theaterpreis – Beste Inszenierung für „Faust Episode II“[4]